# 教学研究社
教学研究社（きょうがくけんきゅうしゃ）は、大阪市に本社を置く出版社。
1946年、大阪にて創業。基礎から応用レベルまで幅広い参考書･問題集の発行や、幼少期からの教育（智･徳･体の育成）のための幼児教育図書も出版していた。教学社とは一切関連がない。
2012年、大阪地裁の破産手続を経て廃業。

## 年表
- 1946年 - 創業。
- 2012年 - 破産手続き開始。